# Dissay-sous-Courcillon
Pour la commune de la Vienne, voir Dissay.
Dissay-sous-Courcillon est une commune française, située dans le département de la Sarthe en région Pays de la Loire, peuplée de 942 habitants.
La commune fait partie de la province historique du Maine, et se situe dans le Haut-Maine.

## Géographie
Dissay-sous-Courcillon est une commune du sud de la Sarthe, située à 35 km au nord de Tours et 45 km au sud du Mans au confluent du Long et de l’Escotais.

### Communes limitrophes
| Montabon, Château-du-Loir | Vouvray-sur-Loir                              | Marçon, Beaumont-sur-Dême         |
| Nogent-sur-Loir           | Dissay-sous-Courcillon                        | Épeigné-sur-Dême (Indre-et-Loire) |
| Saint-Pierre-de-Chevillé  | Saint-Christophe-sur-le-Nais (Indre-et-Loire) | Villebourg (Indre-et-Loire)       |

### Climat
Pour des articles plus généraux, voir Climat des Pays de la Loire et Climat de la Sarthe.
En 2010, le climat de la commune est de type climat océanique dégradé des plaines du Centre et du Nord, selon une étude du CNRS s'appuyant sur une série de données couvrant la période 1971-2000. En 2020, Météo-France publie une typologie des climats de la France métropolitaine dans laquelle la commune est dans une zone de transition entre le climat océanique et le climat océanique altéré et est dans la région climatique  Moyenne vallée de la Loire, caractérisée par une bonne insolation (1 850 h/an) et un été peu pluvieux. 
Pour la période 1971-2000, la température annuelle moyenne est de 11 °C, avec une amplitude thermique annuelle de 14,5 °C. Le cumul annuel moyen de précipitations est de 718 mm, avec 11,5 jours de précipitations en janvier et 7,2 jours en juillet. Pour la période 1991-2020, la température moyenne annuelle observée sur la station météorologique de Météo-France la plus proche, sur la commune de Saint-Christophe-sur-le-Nais à 5 km à vol d'oiseau, est de 12,1 °C et le cumul annuel moyen de précipitations est de 682,2 mm,. Pour l'avenir, les paramètres climatiques de la commune estimés pour 2050 selon différents scénarios d'émission de gaz à effet de serre sont consultables sur un site dédié publié par Météo-France en novembre 2022.

## Urbanisme

### Typologie
Au 1er janvier 2024, Dissay-sous-Courcillon est catégorisée commune rurale à habitat dispersé, selon la nouvelle grille communale de densité à sept niveaux définie par l'Insee en 2022.
Elle est située hors unité urbaine. Par ailleurs la commune fait partie de l'aire d'attraction de Montval-sur-Loir, dont elle est une commune de la couronne,. Cette aire, qui regroupe 12 communes, est catégorisée dans les aires de moins de 50 000 habitants,.

### Occupation des sols
L'occupation des sols de la commune, telle qu'elle ressort de la base de données européenne d’occupation biophysique des sols Corine Land Cover (CLC), est marquée par l'importance des territoires agricoles (83,5 % en 2018), une proportion sensiblement équivalente à celle de 1990 (83,1 %). La répartition détaillée en 2018 est la suivante : 
terres arables (48,1 %), prairies (20,3 %), zones agricoles hétérogènes (15,2 %), forêts (11 %), zones urbanisées (2,5 %), eaux continentales (2,2 %), espaces verts artificialisés, non agricoles (0,8 %). L'évolution de l’occupation des sols de la commune et de ses infrastructures peut être observée sur les différentes représentations cartographiques du territoire : la carte de Cassini (XVIIIe siècle), la carte d'état-major (1820-1866) et les cartes ou photos aériennes de l'IGN pour la période actuelle (1950 à aujourd'hui).

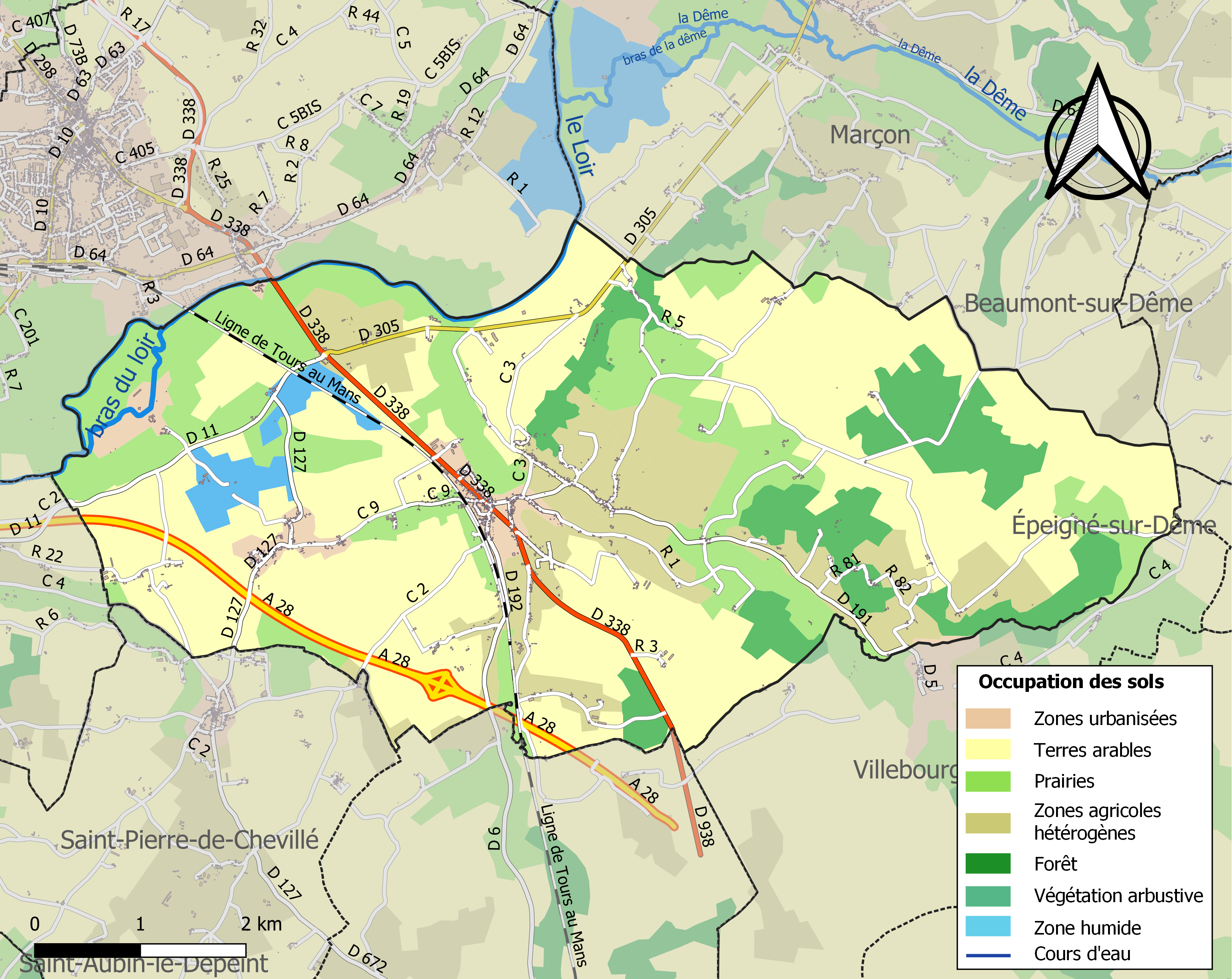
Carte des infrastructures et de l'occupation des sols de la commune en 2018 (CLC).

## Toponymie
D'après les études toponymiques de A. Dauzat et C. Rostaing, le nom de lieu « Dissay » est à rapprocher du nom d'homme latin Dissius avec le suffixe Suffixe -acum. On retrouve en effet la forme Disiacum au XIe siècle dans un document de l'évêché du Mans mentionnant leur bien sur ce territoire. La forme Dicé apparaît également au XIVe siècle. Courcillon est le nom de la famille du même dont l'existence est attestée dès le VIIe siècle en tant que puissante famille sous une orthographe se rapprochant de Cuercelone. 

## Histoire
La plus ancienne présence de vie attestée sur le territoire de la commune est symbolisée par l'existence de trois menhirs appelés Haute-Crane, de Pierre Evouze (ou Serpinière) et Pierre Levée. Ces menhirs témoignent probablement d'une présence de vie sédentaire au Néolithique sur le territoire de Dissay et plus largement de la vallée du Loir. Ces trois monuments mégalithes se regroupent sur une partie du territoire de la commune appelée la lande de Moirons. Ce plateau domine le Loir et s'étend sur les communes de Marçon et de Beaumont-sur Dême. On retrouve encore aujourd'hui dans plusieurs endroits du plateau, de nombreuses roches de tailles considérables, géologiquement semblables aux trois mégalithes connus.
L'aménagement de l'autoroute A28 sur la commune de Dissay au début des années    , a permis la mise au jour de vestiges archéologiques de l'époque Gauloise datant de La Tène moyenne ou finale (entre -300 av. J-C jusqu'à la conquête romaine).
Le château de Courcillon est bâti au XIe siècle sur le coteau de la rive du Long en surplomb du hameau, la forteresse en mauvais état est restaurée au XIVe siècle. Le village est construit autour de l'ensemble religieux que constituent l'église et le prieuré. L'église révèle une composition surprenante. La partie la plus ancienne et la plus remarquable est le chœur roman du XIIe siècle. Le reste de l'édifice est constitué de deux corps de nefs de datation différentes. L'existence d'une propriété religieuse est prouvée depuis le Xe siècle (voir la section étymologie). Le bâtiment actuel est une composition de différentes époques du XIIe, XVIIe et XXe siècles.
On peut encore observer en plusieurs points du territoire, des édifices remarquables datant d'entre le XVe et le XVIIIe siècle.
Par décret du 18 août 1807, Dissay qui comptait 1 314 habitants absorbe la commune de Bannes d'environ 450 habitants.
Quarante-sept hommes de Dissay-sous-Courcillon périrent lors des combats de la Première Guerre mondiale. Le monument aux morts de la commune fut érigé en présence du commandant de la IVe légion.

### Résistance
Le 23 mars 1943, trois hommes des services secrets britanniques sont parachutés sur la lande des Moirons. Un d'entre eux est blessé et est recueilli par le châtelain de Courcillon qui prévient le docteur Goude de Château-du-Loir. Dans la nuit du 16 au 17, des armes sont parachutées sur la lande suivant le message codés : « le rouge-gorge a chanté ». De nouveaux parachutages d'armes ont lieu dans la nuit du 12 au 13 juillet, le 12 août et le dernier du 8 au 9 septembre 1943. Trois autres hommes des services secrets sont parachutés le 3 septembre et recueillis par le docteur Goude. Monsieur Branchu, de Chahaignes, aida le groupe à cacher des armes. Parmi les résistants du groupe, les Morand, ils réussirent à cacher l'agent secret canadien Gabriel Chartrand et le sergent américain David Butcher. Son avion B17 n°42-3235 forteresse Lakanuki a été abattu le 4 juillet 1943 à Poillé, neuf soldats américains furent tués. David Butcher décède en 2004. Renée Danielo participe également à des opérations de Résistance à Dissay en cachant un poste émetteur ainsi que les armes parachutées.
Parmi les membres des parachutages de 1943, sont arrêtés le matin du 9 septembre et morts en déportation :
- le docteur Goude,
- Monsieur et madame de Monéris,
- Mademoiselle David agent de liaison,
- Marcel Morand,
- Marcel Tavaux,
- Madame Maux,
- Monsieur Branchu,
- Louis Guy.

Des parachutages d'armes reprennent en 1944, toujours sur les Moirons. Ces parachutages ont lieu en mai, juin, juillet et août 1944. D'autres officiers américains et britanniques sont parachutés. Le dernier parachutage a lieu le 9 août 1944. Dissay-sous-Courcillon est libéré le 11 août 1944 par les Américains arrivés du Lude et de Château-du-Loir.

## Politique et administration
| Période                                  | Période   | Identité          | Étiquette | Qualité                                  |
| ---------------------------------------- | --------- | ----------------- | --------- | ---------------------------------------- |
| avant 1967                               | ?         | Daniel Bernard    | UNR       | Garagiste mécanicien                     |
| juin 1995                                | mars 2001 | Gérard Chasseguet | RPR       | Député honoraire                         |
| mars 2001                                | mars 2008 | Guy Hennequin     |           | Lieutenant honoraire, médaillé militaire |
| mars 2008                                | mars 2014 | Gérard Chasseguet | UMP-RPR   | Député honoraire                         |
| mars 2014                                | 2020      | Jacques Lauze     |           | Retraité de l'Éducation nationale        |
| 2020                                     | En cours  | Gérard Richard    |           | Ancien cadre                             |
| Les données manquantes sont à compléter. |           |                   |           |                                          |

## Démographie
L'évolution du nombre d'habitants est connue à travers les recensements de la population effectués dans la commune depuis 1793. Pour les communes de moins de 10 000 habitants, une enquête de recensement portant sur toute la population est réalisée tous les cinq ans, les populations de référence des années intermédiaires étant quant à elles estimées par interpolation ou extrapolation. Pour la commune, le premier recensement exhaustif entrant dans le cadre du nouveau dispositif a été réalisé en 2008.
En 2022, la commune comptait 942 habitants, en stagnation par rapport à 2016 (Sarthe : −0,25 %, France hors Mayotte : +2,11 %).
Dissay-sous-Courcillon a compté jusqu'à 1 739 habitants en 1821.
| 1793  | 1800  | 1806  | 1821  | 1831  | 1836  | 1841  | 1846  | 1851  |
| ----- | ----- | ----- | ----- | ----- | ----- | ----- | ----- | ----- |
| 1 091 | 1 141 | 1 314 | 1 739 | 1 603 | 1 582 | 1 477 | 1 454 | 1 454 |

| 1856  | 1861  | 1866  | 1872  | 1876  | 1881  | 1886  | 1891  | 1896  |
| ----- | ----- | ----- | ----- | ----- | ----- | ----- | ----- | ----- |
| 1 430 | 1 407 | 1 412 | 1 389 | 1 383 | 1 360 | 1 375 | 1 346 | 1 290 |

| 1901  | 1906  | 1911  | 1921  | 1926  | 1931  | 1936  | 1946  | 1954  |
| ----- | ----- | ----- | ----- | ----- | ----- | ----- | ----- | ----- |
| 1 293 | 1 302 | 1 226 | 1 126 | 1 095 | 1 128 | 1 077 | 1 091 | 1 133 |

| 1962  | 1968  | 1975 | 1982 | 1990 | 1999 | 2006 | 2008 | 2013 |
| ----- | ----- | ---- | ---- | ---- | ---- | ---- | ---- | ---- |
| 1 066 | 1 029 | 949  | 952  | 910  | 900  | 972  | 992  | 960  |

| 2018 | 2022 | - | - | - | - | - | - | - |
| ---- | ---- | - | - | - | - | - | - | - |
| 923  | 942  | - | - | - | - | - | - | - |

## Économie

### Industrie
- Polypack ;
- Lafarge Béton.

## Lieux et monuments

### Châteaux et manoirs
- Château de Courcillon des XIe, XIVe, XIIe et XIXe siècles qui jusqu'au XIXe siècle conservait ses quatre rondes et grosses tours ses murs d'enceinte contreforts fossés et pont-levis. Dans la cour, un escalier mène au souterrain qui dessert les différentes tours. La salle des gardes conserve ses poutres et solives et sa cheminée du XVe siècle. Au cours du XIVe siècle les seigneurs de Bueil restaurent le château. Ces éléments défensifs furent démolis vers 1840. Le premier seigneur de Courcillon est Hato de Curcellon en 1071. Louis XI y serait resté plusieurs mois.
- Vestiges du château de Vernay du XIIIe siècle. Première mention en 1250, une grande partie démolie en 1804. La famille de Rancher est propriétaire du château du XVIe au XVIIIe siècle. M. Graslin, consul de France en Espagne rachète la demeure au début du XIXe siècle.

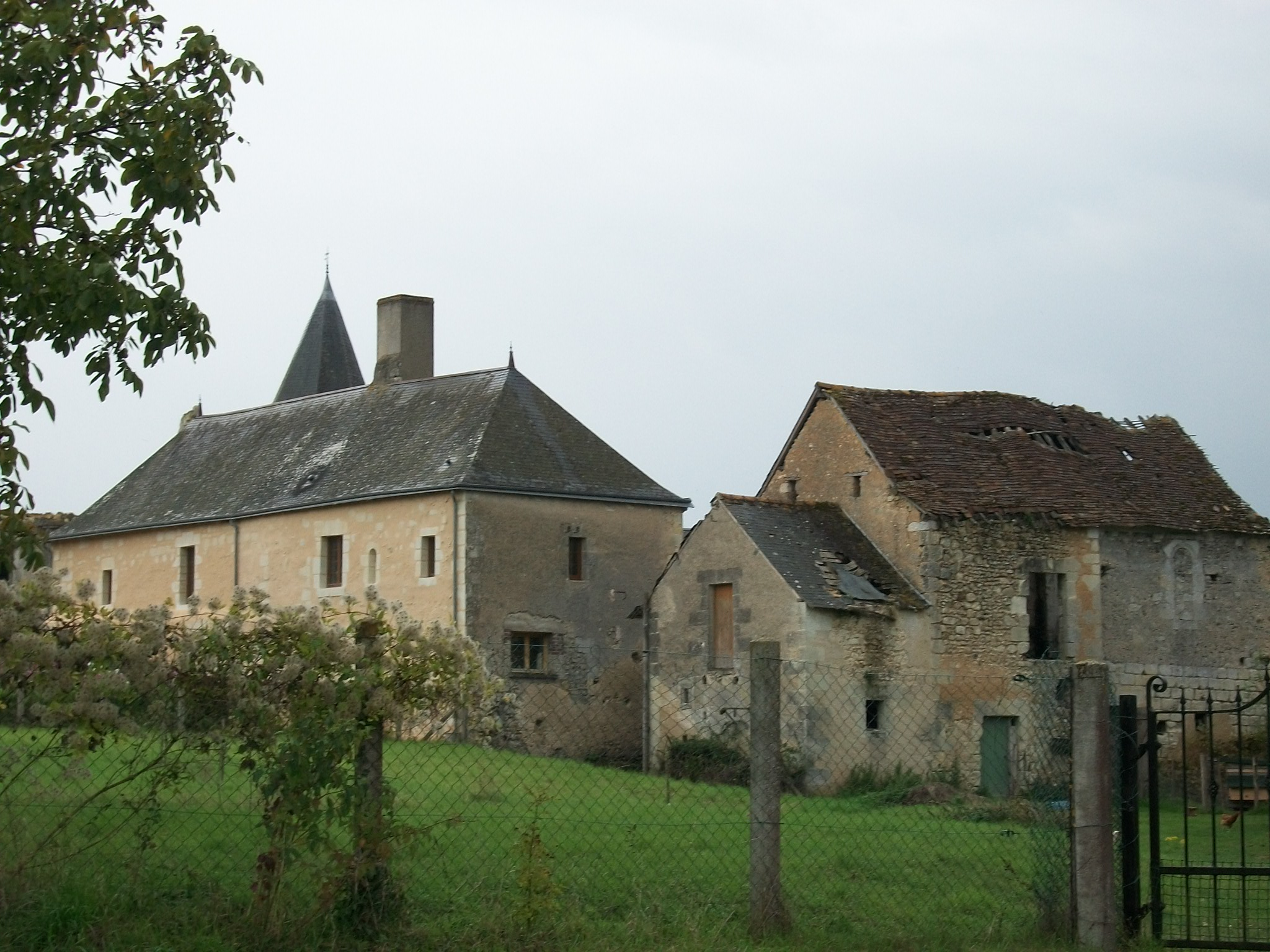
Seigneurie de Vernay.

- Manoir de Bonlieu construit à l'emplacement de l'abbaye.
- Manoir de la Joliverie construit en 1834.
- Maison de la Cour de justice construit vers 1480.

### Moulins
- Moulin de Vernay probablement du Moyen Âge. Agrandi en 1870. Doté dans les années 1920 d'une unité de production électrique.
- Moulin du Prieuré construit en 1844 sur un site occupé dès 1817 par un moulin. L'emplacement même du moulin remonte à une originé très ancienne (probablement à l'implantation du prieuré).
- Moulin de Courcillon construit en 1827 et agrandi en 1855. Le site du moulin est occupé dès 1817 et au regard de son implantation directe en contrebas du château, l'implantation est ancienne.
- Moulin de Longèvre, dépendant autrefois de l'abbaye de Bonlieu.
- Moulin de Couard.
- Moulin Saint-Jacques aujourd'hui en ruine. Ancienne usine à coton aux XXe et XIXe siècles.
- Moulin de Bannes.

### Patrimoine religieux
- Abbaye de Bonlieu fondée par Guillaume des Roches en 1219 où il fut inhumé. L'abbaye fut démolie durant la Révolution.
- Prieuré du XIIe siècle, inscrit au titre des monuments historiques en 1984[21]. Dès le IXe siècle, les évêques du Mans possèdent déjà une maison épiscopale Villam quam Disiacum nominant ultra fluvium Ledum dedit. Prieuré-cure dépendant de Beaulieu, les curés de Dissay sont des chanoines réguliers de l'ordre de Saint-Augustin. Le prieuré doit vraisemblablement sa construction aux seigneurs de Courcillon. L'un d'eux fit don de la chapelle Saint-Jean bâtie sous le château de Courcillon, en redevance : Les prieurs doivent donner tous les ans aux seigneurs de Courcillon et de présenter la veille de la Saint-Jean, douze chandelles de cire ou faire chaque semaine trois messes basses. Le premier prieur connu est Fr. Jean de Feninen 1404. Après la séparation de l'Église et de l'État, le prieuré est repris par la commune et le revient en 1926 à M. Paillier puis à M. Prouty, américain.
- Église Saint-Jean, du XIIe siècle ; vers 971, l'ancienne église est donnée par Sigefroy à Foulques, comte d'Anjou, en remerciement de l'aide pour l'acquisition de l'évêché du Mans. L'église Saint-Jean est à l'origine celle du prieuré dépendant de l'abbaye de Beaulieu au Mans. Les ouvertures datent du XIIe au XXe siècle. La nef datant des XIIIe et XIVe siècles est entièrement refaite au début du XXe siècle. Le chœur remarquable en pierre de taille est la partie la plus ancienne de l'église du XIIe siècle. L'église est partiellement inscrite au titre des monuments historiques en 1927[22].

### Autres lieux et monuments
- Menhir dit de la Pierre Levée, classé au titre des monuments historiques en 1982[23].
- Menhir de la Serpinerie, dit la Pierre Vouze, classé au titre des monuments historiques en 1982[24].
- Menhir la Haute Crâne, inscrit au titre des monuments historiques en 1984[25].
- Moulin et ancienne commune de Bannes.

## Activité et manifestations
- Courses de trotteurs tous les ans au manoir de Bonlieu.

### Sports
- Elan sportif Dissayens.

## Personnalités liées à la commune
- Antoine de Bueil (avant 1461 - après 1506), seigneur de Courcillon.
- Jacques de Bueil (entre 1462 et 1497 - 1513), seigneur de Courcillon.
- Philippe de Courcillon de Dangeau (1638-1720), mémorialiste de Louis XIV, a vécu au château de Courcillon.
- Marie Dufour, y est née le 2 octobre 1741, carmélite à Compiègne (sœur Sainte Marthe), guillotinée en 1794 à Paris. Béatifiée.